# U.S. Route 220
La U.S. Route 220 (US 220) est une US Route auxiliaire de la US 20. Elle parcourt 678 miles (1 091 km) du sud au nord en reliant la US 1 à Rockingham, Caroline du Nord et l'I-86 à South Waverly, Pennsylvanie. Certains segments de la route font partie de projets d'amélioration dont un segment de l'I-73 en Caroline du Nord. La US 220, bien que désignée comme route auxiliaire de la US 20, ne rencontre aucunement celle-ci, pas plus que d'autres routes auxiliaires de la US 20.

## Description du tracé
|       | mi     | km       |
| ----- | ------ | -------- |
| NC    | 123,40 | 198,60   |
| VA    | 185,96 | 299,27   |
| WV    | 93,00  | 150,00   |
| MD    | 27,30  | 43,94    |
| PA    | 248,00 | 399,00   |
| Total | 677,66 | 1 090,81 |

### Caroline du Nord
La US 220 débute à une intersection avec la US 1 à Rockingham. Elle se dirige vers le nord sous forme de voie rapide, mais est actuellement en transformation pour devenir l'I-73 / I-74. Elle passe par Asheboro et, au nord de la ville, l'I-74 quitte le tracé. L'I-73 / US 220 continue vers le nord pour atteindre Greensboro. Elle y rejoint l'I-40 ainsi que la US 29 / US 70 sur une courte distance avant de quitter l'autoroute et d'entrer dans la ville en multiplex avec la US 29 / US 70. Elle passe au nord du centre-ville et quitte les limites en se dirigeant vers le nord-ouest. Elle croise l'I-840 ainsi que l'I-73, laquelle elle rejoint.
L'I-73 prend fin peu après et la US 220 continue son trajet vers le nord. L'autoroute y sera prolongée. La route atteint ensuite la frontière de la Virginie au nord de Stoneville.

### Virginie
La US 220 entre en Virginie au sud de Martinsville. Elle passe par Ridgeway et contourne Martinsville et Rocky Mount au nord. Elle traverse Roanoke et débute un multiplex avec l'I-581 sur toute la longueur de celle-ci, jusqu'à la jonction avec l'I-81, laquelle elle rejoint vers le nord-est jusqu'à Daleville.
Elle passe ensuite par Fincastle et devient une route à deux voies jusqu'à Clifton Forge, où elle rejoint l'I-64 vers l'ouest. Elle quitte l'autoroute à Covington. À partir de là, elle devient une route de montagne jusqu'à la frontière de la Virginie-Occidentale au nord de Monterey.

### Virginie-Occidentale
La route entre dans l'état au sud de Harper. Elle se dirige vers le nord et traverse Franklin. Elle passe ensuite par Petersburg, Moorefield et Junction, où elle entame un multiplex avec la US 50. Le multiplex prend fin au sud de Keyser, ville située à la frontière du Maryland.

### Maryland
La US 220 entre au Maryland à McCoole. Elle longe la frontière de la Virginie-Occidentale formée par la North Branch du fleuve Potomac vers le nord-est. Elle passe par Rawlings, Cresaptown et Cumberland, où elle rejoint l'I-68 / US 40 vers l'est. Le multiplex prend fin au nord-est et la US 220 poursuit son trajet vers le nord jusqu'à la frontière de la Pennsylvanie.

### Pennsylvanie
Après être entrée dans l'état, la route traverse une région rurale jusqu'à Bedford, au nord-est. Elle contourne la ville et, après avoir surpassé l'I-70 / I-76, elle forme un multiplex avec l'I-99, laquelle débute à cet endroit. L'I-99 / US 220 se dirige ensuite vers le nord en passant par Claysburg, Hollidaysburg, Port Matilda et Houserville. Au nord-est de la fille, l'I-99 prend fin et la US 220 rejoint l'I-80 vers l'est. Le multiplex prend fin au sud de Mill Hall.
La route passe par Mill Hall, Lock Haven, Jersey Shore et Williamsport, où elle rencontre le terminus nord de l'I-180. La US 220 rejoint l'autoroute jusqu'à l'est de Montoursville. Elle se sépare de l'autoroute et passe par Hughesville, Picture Rocks, Laporte, Dushore, New Albany, Monroe, Towanda, Athens et South Waverly. La US 220 rencontre l'I-86 alors que l'autoroute fait une courte entrée en Pennsylvanie, à la frontière de l'État de New York. La US 220 entre finalement dans l'État de New York pour prendre fin à l'intersection avec Chemung Street à Waverly, moins de 200 pieds (61 m) de la frontière.

## Intersections majeures
Caroline du Nord
 US 1 à Rockingham
 I-73 / I-74 près d'Ellerbe. L'I-73 / US 220 forment un multiplex jusqu'au sud de Greensboro. L'I-74 / US 220 forment un multiplex jusqu'à Randleman.
 US 64 à Asheboro
 I-73 / I-85 / US 421 près de Greensboro
 US 29 / US 70 à Greensboro
 I-40 à Greensboro. Les routes forment un multiplex dans la ville.
 US 29 / US 70 à Greensboro. Les routes forment un multiplex dans la ville.
 US 158 près de Stokesdale
 US 311 à Madison. Les routes forment un multiplex jusqu'à Mayodan.
Virginie
 US 58 près de Martinsville. Les routes forment un multiplex jusqu'à Horsepasture.
 I-581 à Roanoke. Les routes forment un multiplex jusqu'à Hollins.
 US 460 à Roanoke
 I-81 à Hollins. Les routes forment un multiplex jusqu'au nord de Cloverdale.
 US 11 près de Cloverdale. Les routes forment un multiplex sur environ 0,20 miles (0,32 km).
 I-64 / US 60 à Cliftondale Park. L'I-64 / US 220 forment un multiplex jusqu'à Mallow. La US 60 / US 220 forment un multiplex jusqu'à Covington.
 US 250 à Monterey
Virginie-Occidentale
 US 33 à Franklin. Les routes forment un multiplex jusqu'au nord de Franklin.
 US 48 à Moorefield
 US 50 à Junction. Les routes forment un multiplex jusqu'au sud-est de New Creek.
Maryland
 I-68 / US 40 à Cumberland. Les routes forment un multiplex jusqu'au nord-est de Cumberland.
Pennsylvanie
 US 30 près de Bedford
 I-99 près de Bedford. Les routes forment un multiplex jusqu'à Bellefonte.
 US 22 à Duncansville
 US 322 près de Port Matilda. Les routes forment un multiplex jusqu'à State College.
 I-80 près de Bellefonte. Les routes forment un multiplex jusqu'à l'est de Mackeyville.
 I-180 / US 15 à Williamsport. L'I-180 / US 220 forment un multiplex jusqu'au sud-ouest de Pennsdale. La US 15 / US 220 forment un multiplex dans la ville.
 US 30 près de Towanda
 I-86 / NY 17 à South Waverly